# 里拉 (貨幣)
里拉是多個貨幣的單位名稱。里拉是土耳其現在的流通貨幣名稱，也是黎巴嫩镑和敘利亞镑貨幣在當地的名稱。

## 历史沿革
里拉曾是意大利、馬耳他、聖馬力諾、梵蒂岡的流通貨幣名稱。但這些國家均在2002年改用歐元。以色列的貨幣名稱也曾經是里拉，但在1980年後改用謝克爾作為貨幣名稱。
在中世紀至近代，英格蘭、法國、意大利使用「里拉」作為貨幣單位。這些國家的「里拉」一詞詞源都是「libra」，在英格蘭變形為英镑（「pound」），在法國變形為「livre」，在意大利變形為里拉（「lira」） 。